# Parancistrocerus bicornis
Parancistrocerus bicornis är en stekelart som först beskrevs av Roberts 1901.  Parancistrocerus bicornis ingår i släktet Parancistrocerus och familjen Eumenidae.

## Underarter
Arten delas in i följande underarter:
- P. b. ceanothi
- P. b. cushmani